# Rentières
Rentières ist eine französische Gemeinde mit 102 Einwohnern (Stand 1. Januar 2022) im Département Puy-de-Dôme in der Region Auvergne-Rhône-Alpes (vor 2016 Auvergne). Sie gehört zum Arrondissement Issoire und zum Kanton Brassac-les-Mines (bis 2015 Ardes).

## Geografie
Rentières liegt etwa zwanzig Kilometer südwestlich von Issoire am Ostabhang des Zentralmassivs. Rentières wird umgeben von den Nachbargemeinden La Chapelle-Marcouse im Norden und Nordwesten, Saint-Hérent im Nordosten, Madriat im Osten und Nordosten, Letz im Osten, Ardes im Süden und Südosten sowie Mazoires im Westen und Südwesten.

## Weblinks

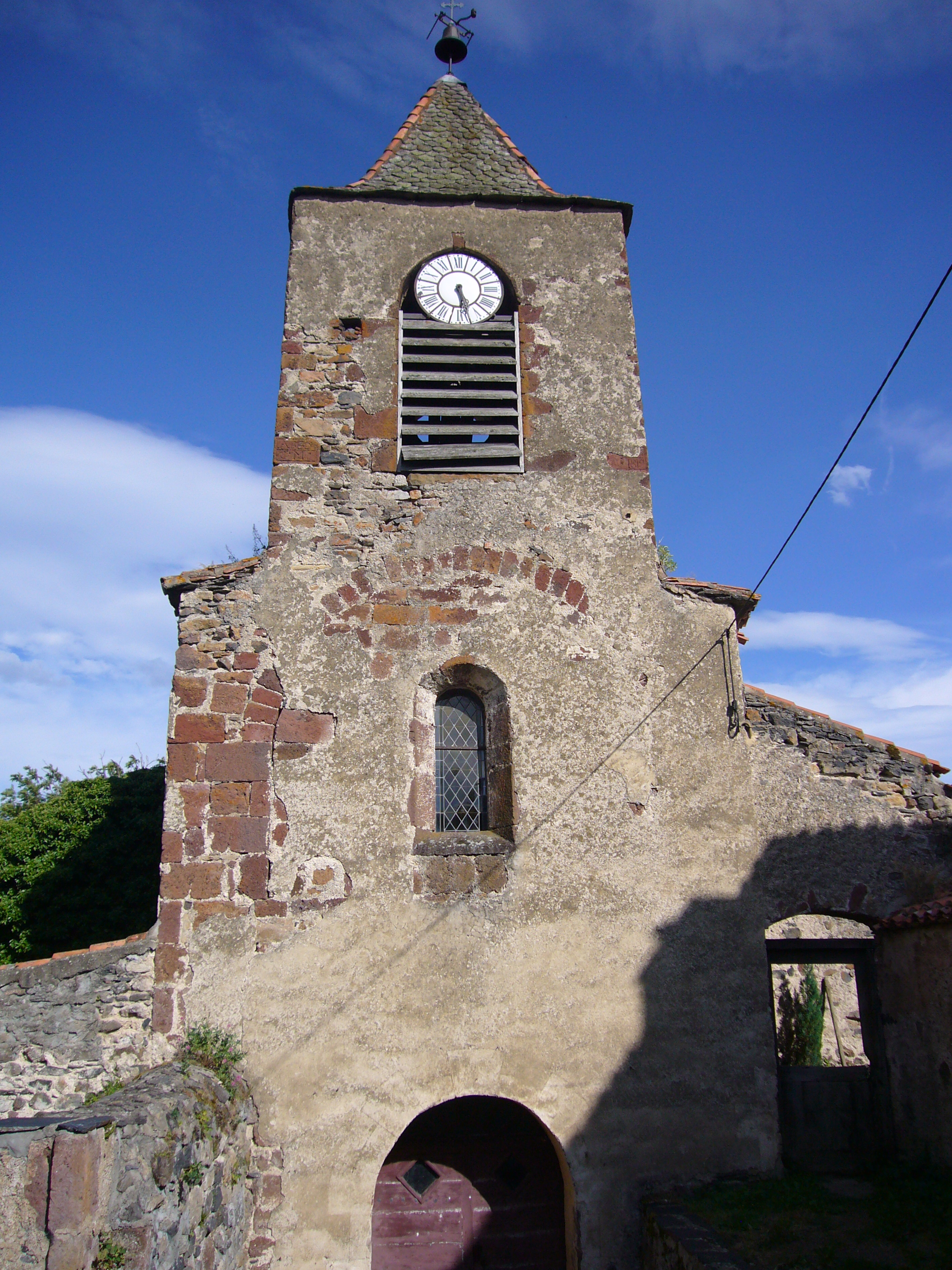
Kirche Notre-Dame

## Bevölkerungsentwicklung
| Jahr                       | 1962 | 1968 | 1975 | 1982 | 1990 | 1999 | 2006 | 2013 |
| Einwohner                  | 165  | 151  | 131  | 109  | 117  | 106  | 114  | 111  |
| Quellen: Cassini und INSEE |      |      |      |      |      |      |      |      |

## Sehenswürdigkeiten
- Kirche Notre-Dame